# Dutch Open 1970
Il Dutch Open 1970 è stato un torneo di tennis giocato sulla terra rossa. È stata la 13ª edizione del torneo, che fa parte del Pepsi-Cola Grand Prix 1970. Il torneo si è giocato a Hilversum nei Paesi Bassi dal 2 all'8 agosto 1970.

## Campioni

### Singolare maschile
Tom Okker ha battuto in finale  Roger Taylor con il punteggio di 4–6, 6–0, 6–1, 6–3

### Doppio maschile
Bill Bowrey /  Owen Davidson hanno battuto in finale  John Alexander /   Phil Dent con il punteggio di 6–3, 6–4, 6–2